# Safe Trip Home
"Safe Trip Home" je treći studijski album engleske pop pjevačice Dido. Album je objavljen u Velikoj Britaniji 17. studenog 2008. Na albumu su radili producenti Jon Brion, Rollo Armstrong, Mick Fleetwood i Questlove. Konačan popis pjesama, kao i naslovnica albuma, objavljeni su na službenoj stranici pjevačice 5. rujna 2008.
Prva pjesma koja je postala dostupna bila je "Look No Further", koju je bilo moguće skinuti sa službene web stranice od 22. kolovoza. Za najavni singl s albuma uzeta je pjesma "Don't Believe In Love", koja je u eter radijskih postaja puštena početkom rujna, a službeno je izdana 27. listopada.
Britanske novine The Sun prve su objavile ekskluzivni intervju s Dido, kao i prvu recenziju albuma, kojeg su nazvali "najiščekivanijim albumom godine".
Početkom listopada, na službenoj su stranici izdali priopćenje da će zbog poteškoća u proizvodnji album, umjesto 4. studenog izaći 17. studenog 2008. godine.

## Popis pjesama
1. "Don't Believe in Love" – 3:53
2. "Quiet Times" – 3:17
3. "Never Want to Say It's Love" – 3:35
4. "Grafton Street" – 5:58
5. "It Comes and It Goes" – 3:28
6. "Look No Further" – 3:14
7. "Us 2 Little Gods" – 4:49
8. "The Day Before the Day" – 4:13
9. "Let's Do the Things We Normally Do" – 4:10
10. "Burnin Love"(feat. Citizen Cope)  – 4:12
11. "Northern Skies" – 8:57

## Vanjske poveznice
- Službena stranica